# نیژنیه بیشیندی
نیژنیه بیشیندی (انگلیسی: Nizhniye Bishindy) یک شهرک در شهرستان تویمازینسکی استان باشقیرستان کشور روسیه است.